# Boris Steimetz
Boris Steimetz (Saint-Denis (Réunion), 27 juli 1987) is een Franse zwemmer. Hij vertegenwoordigde Frankrijk op de Olympische Zomerspelen 2008 in Peking.

## Carrière
Bij zijn internationale debuut, op de Olympische Zomerspelen van 2008 in Peking, zwom Steimetz in de series van de 4x100 meter vrije slag een Europees record, samen met Amaury Leveaux, Grégory Mallet en Frédérick Bousquet. In de finale veroverden Leveaux en Bousquet samen met Fabien Gilot en Alain Bernard de zilveren medaille, Steimetz ontving voor zijn inspanningen in de series de zilveren medaille.
Op de Europese kampioenschappen zwemmen 2010 in Boedapest vormde hij samen met Amaury Leveaux, William Meynard en Fabien Gilot een team in de series, in de finale sleepten Meynard en Gilot samen met Yannick Agnel en Alain Bernard de zilveren medaille in de wacht. Voor zijn aandeel in de series werd Steimetz beloond met de zilveren medaille. Tijdens de wereldkampioenschappen kortebaanzwemmen 2010 zwom Steimetz samen met Alain Bernard, William Meynard en Frédérick Bousquet in de series van de 4x100 meter vrije slag, in de finale legden Bernard en Bousquet samen met Fabien Gilot en Yannick Agnel beslag op de wereldtitel. Steimetz ontving voor zijn inspanningen in de series eveneens de gouden medaille.

## Internationale toernooien
| Jaar | Olympische Spelen                                 | WK langebaan  | WK kortebaan                                      | EK langebaan                                      | EK kortebaan  |
| ---- | ------------------------------------------------- | ------------- | ------------------------------------------------- | ------------------------------------------------- | ------------- |
| 2008 | 4x100m vrije slag · Steimetz zwom enkel de series |               | geen deelname                                     | geen deelname                                     | geen deelname |
| 2009 |                                                   | geen deelname |                                                   |                                                   | geen deelname |
| 2010 |                                                   |               | 4x100m vrije slag · Steimetz zwom enkel de series | 4x100m vrije slag · Steimetz zwom enkel de series | geen deelname |

## Persoonlijke records
Bijgewerkt tot en met 29 december 2008

### Kortebaan
| Afstand         | Tijd  | Datum            | Plaats     |
| --------------- | ----- | ---------------- | ---------- |
| 50m vrije slag  | 21,84 | 21 december 2008 | Antibes    |
| 100m vrije slag | 47,56 | 29 december 2008 | Saint-Paul |

### Langebaan
| Afstand         | Tijd  | Datum         | Plaats      |
| --------------- | ----- | ------------- | ----------- |
| 50m vrije slag  | 22,10 | 26 april 2009 | Montpellier |
| 100m vrije slag | 48,96 | 23 april 2008 | Duinkerke   |